# 말레이시아 연방도 제6호선
말레이시아 연방도 제6호선(Federal Route 6)은 피낭섬의 조지타운을 기종점으로 하여 한바퀴 도는 순환선 형태의 연방 도로로, 총 연장은 62.3 km이다. 그래서 이 연방도는 피낭섬을 순환하는 간선도로로 분류된다.

## 역사
해당 도로는 1920년대 당시 영국에 의해 건설된 상태인 것으로 드러나고 있다.

## 주요 특징
해당 도로는 구간의 대다수가 JKR R5 도로 표준에 따라, 연방도 제6호선을 건설시켰기 때문에, 최고 속도도 역시 시곳 90km/h까지이며, 중복 구간 또는 우회도로, 모터사이클 전용 차선 등이 있는 구간은 1m도 없다.